# Перетятько Геня Соломонівна
Геня Соломонівна Перетятько (родилась 1920, Одеса, Українська РСР, СРСР) − радянський снайпер, під час Німецько-радянської війни знищила 148 німецьких солдатів та офіцерів.

## Біографія
Народилася 1920 року в м. Одеса.
1939 року закінчила школу снайперів в Одесі. Навчалася в Одеській консерваторії за класом віолончелі.
У червні 1941 року у віці 18 років добровольцем пішла на фронт. На рахунку снайпера Гені Перетятько 148 знищених фашистів. Отримала 2 поранення.
Нагороджена орденом Слави 6 травня 1965 року. Після війни Перетятько повернулася на батьківщину і продовжила займатися спортом та музикою, а пізніше емігрувала до США та проживала у Нью-Йорку.
Входить до «п'ятірки» найрезультативніших жінок-снайперів Німецько-радянської війни.